# Lista de reis de Angola
Os Reinos de Dongo e da Matamba foram os dois Estado pré-coloniais da Angola, sendo hoje parte do moderno país. Os governantes datam desde os inícios do século XVI com o Reino de Dongo e a partir de 1631 com o Reino de Matamba e respectivos reinos lutaram contra a colonização portuguesa, apenas efetuada em 1833 quando o reino foi anexado á África Ocidental Portuguesa, já sendo um reino vassalo desde meados do século XVII. 

## Reis de Dongo
- Ngola Kiluanje Kiassamba (1515 - 1556).. libertou o reino da vassalagem do Reino do Congo. [3]
- Andabi Angola (1556 - 1561)... Lutou contra os portugueses.
- Angola Quiluanje Quiandambi (1561 - 1575)
- Angola Quilombo Quiacasenda (1575 - 1592)
- Ambandi Angola (1592 - 1617)... Morto em batalha contra os portugueses.
- Angola Ambandi (1617 - 1624)
- Jinga Ambandi (1624 - 1626).. Foi deposta e realojou um novo reino em Matamba
- Hari Quiluanje (1626).. Assassinado. Prestou vassalagem aos portugueses.
- Angola Hari (1626 - 1657).. Vassalo dos portugueses

## Rei da Matamba
- Ana I (1631 - 1663).. Fundadora do reino através de alianças entre as tribos da região. Conseguiu o reconhecimento dos portugueses como reino soberano. [4]
- Bárbara (1663 - 1666).. Irmã de Ana de Sousa e deu continuidade á paz entre os portugueses a Matamba. [5]
- Jinga Amona (1666 - 1669).. Deposto com ajuda dos portugueses.
- João (1669 - 1670).. Subiu ao trono com ajuda dos portugueses, a quem prestou vassalagem. Foi deposto.
- Jinga Amona (1670 - 1680)
- Francisco I (1680 - 1681).. Se converteu ao cristianismo.
- Verônica I (1681 - 1721).. Em seu reinado as hostilidades com os portugueses voltou.
- Afonso (1721 - 1741)
- Ana II (1741 - 1756).. Em seu reinado houve o início da fragmentação do reino.
- Verônica II (1756 - 1758)
- Ana III (1758 - 1767).. Assinada em um golpe de Estado.
- Francisco II (1767 - 1810).. Golpista. Em seu reinado o reino se fragmentou.
- Andala Camana (1810 - 1833).. Apoiado pelos portugueses. Em 1833 o reino foi anexado á África Ocidental Portuguesa. [6]